# Hanó Miklós
Hanó Miklós (Békéscsaba, 1957. február 6. – 2023. szeptember 3.) magyar élelmiszeripari üzemmérnök, politikus, országgyűlési képviselő. A Kistermelői Sertéstartók Érdekvédelmi Szervezete, a Magyar Gazdák és Fogyasztók Önvédelmi Mozgalom elnöke.

## Életpályája
Szülei: Hanó Pál és Zelenyánszki Mária. 1978-ban végzett a Szegedi Élelmiszeripari Főiskolán, ahol húsipari üzemmérnök lett. 1978-tól Telekgerendáson egyéni gazdálkodó. 1980–1995 között a Békéscsabai Húskernél dolgozott. 1995–1999 között a Kőrös-Food Kereskedelmi Kft. ügyvezető igazgatója volt. 1999-től a Békéscsabai NKC társadalmi elnöke.

### Politikai pályafutása
1992–2001 között az FKGP tagja, békéscsabai városi elnök volt. 1994-től önkormányzati képviselő. 1994-ben, 2002-ben és 2006-ban országgyűlési képviselőjelölt volt. 1994–1998 között a gazdasági bizottság elnöke volt. 1997–2001 között az országos vezetőség tagja volt; kizárták az FKGP-ből.
1998–2002 között, valamint 2006 óta Békéscsaba alpolgármestere. 1998–2002 között országgyűlési képviselő volt (Békés megye, FKGP). 1998–2001 között a mezőgazdasági bizottság tagja, 2001–2002 között alelnöke volt. 1998–2002 között az EU-csatlakozási és külkereskedelmi albizottság tagja volt. 1999–2002 között az erdészeti albizottság tagja volt. 2000–2002 között a környezetvédelmi bizottság tagja volt. 
2001–2006 között a Magyar Kisgazda és Polgári Párt alapító alelnöke volt. 2002-ben polgármesterjelölt volt. 
2010–2014 között ismét országgyűlési képviselő (FIDESZ) lett. 2010–2014 között ismét a mezőgazdasági bizottság tagja volt.